# 그러나, 기억하라
《그러나, 기억하라》는 2004년 11월 5일에 MBC에서 방영한 베스트극장이다.

## 줄거리
환은 인정받는 전문 프랑스 요리사로, 아내 수현은 아기가 태어나는 날만 기다리며 행복한 나날을 보내고 있다. 그러던 어느 날 뉴스에는 대구 지하철 화재 참사에 대한 속보만이 흐르고, 그때 대구로 내려갔던 수현은 다시는 돌아오지 못할 길로 떠나버린다. 한편, 결혼을 앞둔 말단 형사 경수와 마사지사 선영은 가난하지만 사랑하고 아껴주는 행복한 연인이다. 선영은 경수가 일상이 불안한 형사를 그만두기를 원한다.
환은 1년여가 지나도 여전히 가슴에 깊은 상처를 지닌 채 모든 것을 포기한 채 슬픔 속에서 하루를 보낸다. 그러던 어느 날 술에 취한 환은 불량배와 시비가 붙고, 순간 이성을 잃은 환은 가슴에 쌓인 분노를 터뜨리며 불량배를 인질처럼 잡아끌고 차도로 들어선다. 그때 그것을 본 경수는 본능적으로 달려들어 환을 밀치고 자신이 대신 차에 치이게 된다.

## 등장 인물

### 주요 인물
- 김진근 : 환 역 - 전문 프랑스 요리사
- 정애연 : 선영 역 - 마사지사
- 윤여정
- 신은정 : 수현 역 - 환의 아내
- 김용민 : 경수 역 – 형사, 선영의 약혼남

### 그 외 인물
- 임예진
- 문회원
- 정한헌
- 전인택
- 강상구
- 오현섭
- 최재호
- 이은철
- 오정석
- 박주희
- 염재욱
- 장남경
- 서일현
- 이지영
- 이지은 (아역)
- 이문세 (음성 출연)